# Tallsebogölen
Tallsebogölen är en sjö i Vimmerby kommun i Småland och ingår i Botorpsströmmens huvudavrinningsområde. Sjöns area är 0,049 kvadratkilometer och den befinner sig 133,4 meter över havet.